# NGC 5239
NGC 5239 (другие обозначения — UGC 8589, MCG 1-35-15, ZWG 45.40, IRAS13339+0737, PGC 48023) — галактика в созвездии Волопас.
Этот объект входит в число перечисленных в оригинальной редакции «Нового общего каталога».